# 9262 Бордовіцина
9262 Бордовіцина (9262 Bordovitsyna) — астероїд головного поясу, відкритий 6 вересня 1973 року.
Тіссеранів параметр щодо Юпітера — 3,356.